# Тайная жизнь пчёл
«Тайная жизнь пчёл» (англ. The Secret Life of Bees) — американский фильм 2008 года по одноименному роману Сью Монк Кидд с Дакотой Фэннинг и Куин Латифой в главных ролях.

## Сюжет
В 4 года Лили случайно застрелила мать Дебору Оуэнс, когда та хотела уйти от мужа. Проходит время. Лили живёт со своим отцом Ти Рэеем Оуэнсом. Она продает персики, которые выращивает отец. Отец строг со своей дочерью, за провинности он ставит Лили коленями на кукурузу.
2 июля 1964 года президент Джонсон принимает закон о гражданских правах, отменяющий расовую сегрегацию на юге США. Розалин, чёрная экономка Оуэнсов, с Лили собирается зарегистрироваться на избирательном участке. Её избивают белые расисты, арестовывают, избивают и она попадает в больницу.
Лили ссорится с отцом, когда он говорит, что Лили не нужна была маме, она бежит и вызволяет Розалин из больницы. Они отправляются в Тибурон. У матери Лили была картинка с названием этого города. В Тибуроне, в лавке, Лили видит мёд с чёрной мадонной на этикетке. Такая этикета досталась Лили от матери. Лавочник рассказывает, что он взял этот мёд у Августы Боутрайт. Лили и Розалин приходят в дом к сёстрам Боутрайт: Августе, Июне и Мае.
Лили не рассказывает о матери, но они остаются жить у Боутрайтов. Розалин помогает Май на кухне, а Лили — Августе на пасеке.
Лили знакомится с Заком, помощником Августы. Они становятся добрыми друзьями. Однажды они вместе идут в кинотеатр. Расисты хватают Зака и увозят в неизвестном направлении. Мая, которая очень тяжело воспринимает любое горе, узнав о пропаже Зака, кончает жизнь самоубийством. Зак возвращается.
Розалин принимают в семью и дают ей имя Июль. Лили рассказывает Августе о своей матери. Августа была нянькой матери Лили. Она рассказывает историю мамы Лили и говорит, что мать хотела забрать Лили с собой, но Лили не верит Августе.
Ти Рэй находит свою дочь. Он хочет вернуть её домой. Происходит тяжелое выяснение отношений. Лили понимает, что отец тоже тоскует по жене. Ти Рэй оставляет дочь Боутрайтам. Напоследок он признается, что мать Лили хотела забрать дочь.

## В ролях
- Дакота Фэннинг — Лили Оуэнс
- Куин Латифа — Августа Боутрайт
- Дженнифер Хадсон — Розалин Дэйзи
- Алиша Киз — Июнь Боутрайт
- Софи Оконедо — Май Боутрайт
- Пол Беттани — Ти Рэй Оуэнс
- Тристан Уайлдз — Зак Тейлор
- Хилари Бертон — Дебора Оуэнс
- Эмили Элин Линд — Маленькая Лили

## Призы и номинации

### Призы
- 2008 — Black Reel Awards

- Лучшая актриса — Куин Латифа
- Лучший режиссёр — Джина Принс-Байтвуд
- Лучший сценарий — Джина Принс-Байтвуд

- 2008 — Hollywood Film Festival

- Лучший актерский состав года — Дакота Фэннинг, Куин Латифа, Дженнифер Хадсон, Алиша Киз, Софи Оконедо, Пол Беттани, Хилари Бертон

- 2009 — Image Awards

- Выдающаяся режиссура в художественном фильме — Джина Принс-Байтвуд
- Выдающийся художественный фильм

- 2009 — Выбор народа

- Любимый независимый фильм
- Любимый драматический фильм

- 2008 — Phoenix Film Critics Society Awards

- Лучшая молодая актриса — Дакота Фэннинг

- 2009 — Молодой актёр

- Лучшая игра в художественном фильме — Главная роль — Дакота Фэннинг

### Номинации
- 2008 — Black Reel Awards

- Лучшая актриса — Дженнифер Хадсон
- Лучший прорыв — Тристан Вайлдс
- Лучший актерский состав — Дакота Фэннинг, Куин Латифа, Дженнифер Хадсон, Алиша Киз, Софи Оконедо, Пол Беттани, Хилари Бертон, Тристан Вайлдс, Нэйт Паркер
- Лучший фильм
- Лучшая актриса второго плана — Софи Оконедо

- 2009 — Broadcast Film Critics Association Awards

- Лучшая молодая актриса — Дакота Фэннинг

- 2009 — Image Awards

- Выдающаяся актриса в художественном фильме — Дакота Фэннинг
- Выдающаяся актриса в художественном фильме — Куин Латифа
- Выдающийся актёр второго плана в художественном фильме — Нэйт Паркер
- Выдающаяся актриса второго плана в художественном фильме — Дженнифер Хадсон
- Выдающаяся актриса второго плана в художественном фильме — Алиша Киз
- Выдающаяся актриса второго плана в художественном фильме — Софи Оконедо
- Выдающийся сценарий художественного фильма — Джина Принс-Байтвуд

- 2008 — Satellite Awards

- Лучшая актриса второго плана — Софи Оконедо

## Сборы
Бюджет фильма составил 11 млн $. В первые выходные собрал 10 527 799 $ (третье место). В прокате с 17 октября 2008 по 26 февраля 2009, наибольшее число показов в 1630 кинотеатрах единовременно. За время проката собрал в мире 39 947 322 $ (114 место по итогам года) из них 37 770 162 $ в США (77 место по итогам года) и 2 177 160 $ в остальном мире.